# Georg Bretthauer

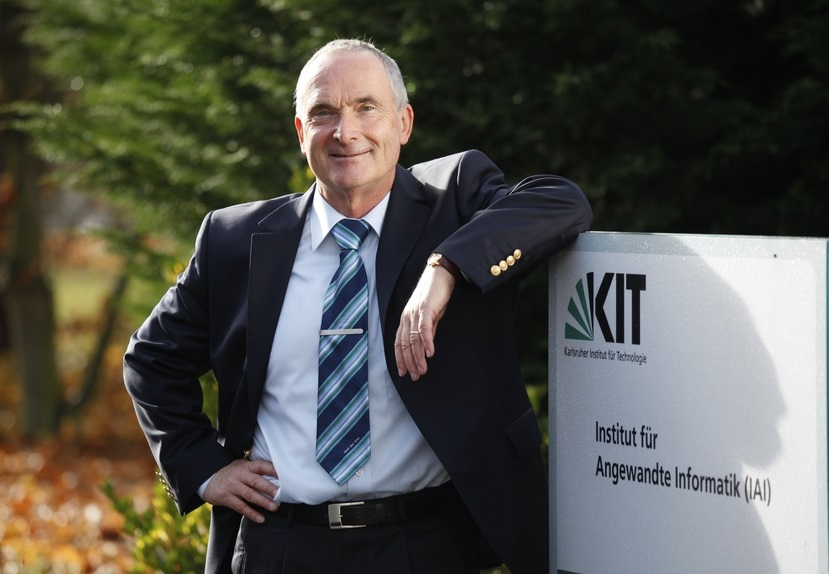
Georg Bretthauer am Institut für Automation und Angewandte Informatik (IAI) am Karlsruher Institut für Technologie (KIT) (2016)

Georg Harald Bretthauer (* 25. Oktober 1946 in Arenshausen, Landkreis Heiligenstadt) ist ein deutscher Ingenieur und Hochschullehrer.

## Leben
Georg Bretthauer wurde 1977 im Fach Steuerungs- und Regelungstechnik an der TU Dresden promoviert und habilitierte sich dort im Jahr 1983 im Fach Automatisierungstechnik.
Von 1992 bis 1997 war er Professor für Steuerungs- und Regelungstechnik an der TU Bergakademie Freiberg. Seit 1997 ist er Professor für Angewandte Informatik/Automatisierungstechnik und Leiter des Instituts für Angewandte Informatik im Karlsruher Institut für Technologie (KIT).
Bretthauer wirkte langjährig im Vorstand der VDI/VDE-Gesellschaft Mess- und Automatisierungstechnik (GMA) Düsseldorf / Frankfurt a. M. Für die Wahlperiode ab 2000 wurde er als Vorsitzender der GMA auf Bundesebene gewählt.
Seit 2000 ist er Ehrenprofessor am Beijing Institute of Technology (BIT). Der Ehrendoktor wurde ihm 2012 von der Otto-von-Guericke-Universität Magdeburg sowie 2013 durch die Medizinische Universität Graz in Österreich verliehen.
Er ist seit 2003 Mitglied des Universitätsrats an der Medizinischen Universität Graz. Im Jahr 2003 erfolgte seine Zuwahl als Mitglied der Gelehrtengesellschaft Leibniz-Sozietät der Wissenschaften zu Berlin. 2012 würdigte ihn der Verein Deutscher Ingenieure (VDI) mit der Verleihung des VDI-Ehrenzeichens. 2014 erhielt er den Ehrenring vom Verband der Elektrotechnik, Elektronik und Informationstechnik (VDE). 2023 verlieh ihm der VDI die Grashof-Denkmünze.

## Mitgliedschaften
- 1997 – 2000: Leiter des Fachbereiches 1 „Theorie“ der VDI/VDE-Gesellschaft für Mess- und Automatisierungstechnik.
- 2000 – 2003: Vorsitzender der VDI/VDE Gesellschaft für Mess- und Automatisierungstechnik.
- 2000 – 2003: Mitglied des Vorstandes des VDE.
- 2000 – 2006: Mitglied der Vorstandsversammlung des VDI.
- 2000 – 2009: Mitglied der Wissenschaftlichen Beirates des VDI.
- 1997 – 2002: Fachgutachter der Deutschen Forschungsgemeinschaft für das Fachgebiet Regelungstechnik und stellv. Vors. für Allgemeine Ingenieurwissenschaften.
- 2000 – 2010: Fachgutachter für Allgemeine Ingenieurwissenschaften des Landes Baden-Württemberg.
- 1998 – 2003: Mitglied im Executive Board der European Union of Control Association.
- 1996 – 2002, 2019 – 2024: Mitglied des Beirates der Fachzeitschrift at.
- 2003 – 2018: Herausgeber der Fachzeitschrift at.
- 2002 – 2015: Mitglied des Verwaltungsrates der Endress+Hauser Gruppe.
- ab 2003: Mitglied der Leibniz-Sozietät der Wissenschaften zu Berlin.
- 2003 – 2013: Mitglied des Universitätsrates der Medizinischen Universität Graz.
- 2006 – 2008: Mitglied des Wissenschaftlichen Beirats der Orthopädischen Universitätsklinik Heidelberg.

## Ehrungen und Auszeichnungen
- 1963: Herder-Medaille
- 1965: Lessing-Medaille
- 1987: Banner der Arbeit Stufe II
- 2000: Ehrenprofessor am Beijing Institute of Technology (BIT) China
- 2007: Otto-Winkler-Ehrenmedaille der GMA
- 2012: Ehrendoktor der Otto-von-Guericke Universität Magdeburg
- 2012: Innovationspreis der Stiftung Familie für Medizintechnik, gemeinsam mit Univ. Prof. Selman Uranüs (MedUni Graz)
- 2012: Ehrenzeichen des VDI
- 2013: Ehrendoktor der Medizinischen Universität Graz
- 2014: Ehrenring des VDE
- 2023: Grashof-Denkmünze des VDI